# 蔡瑟爾巴赫河
47°42′43″N 11°43′48″E / 47.711843995457°N 11.730101540795°E

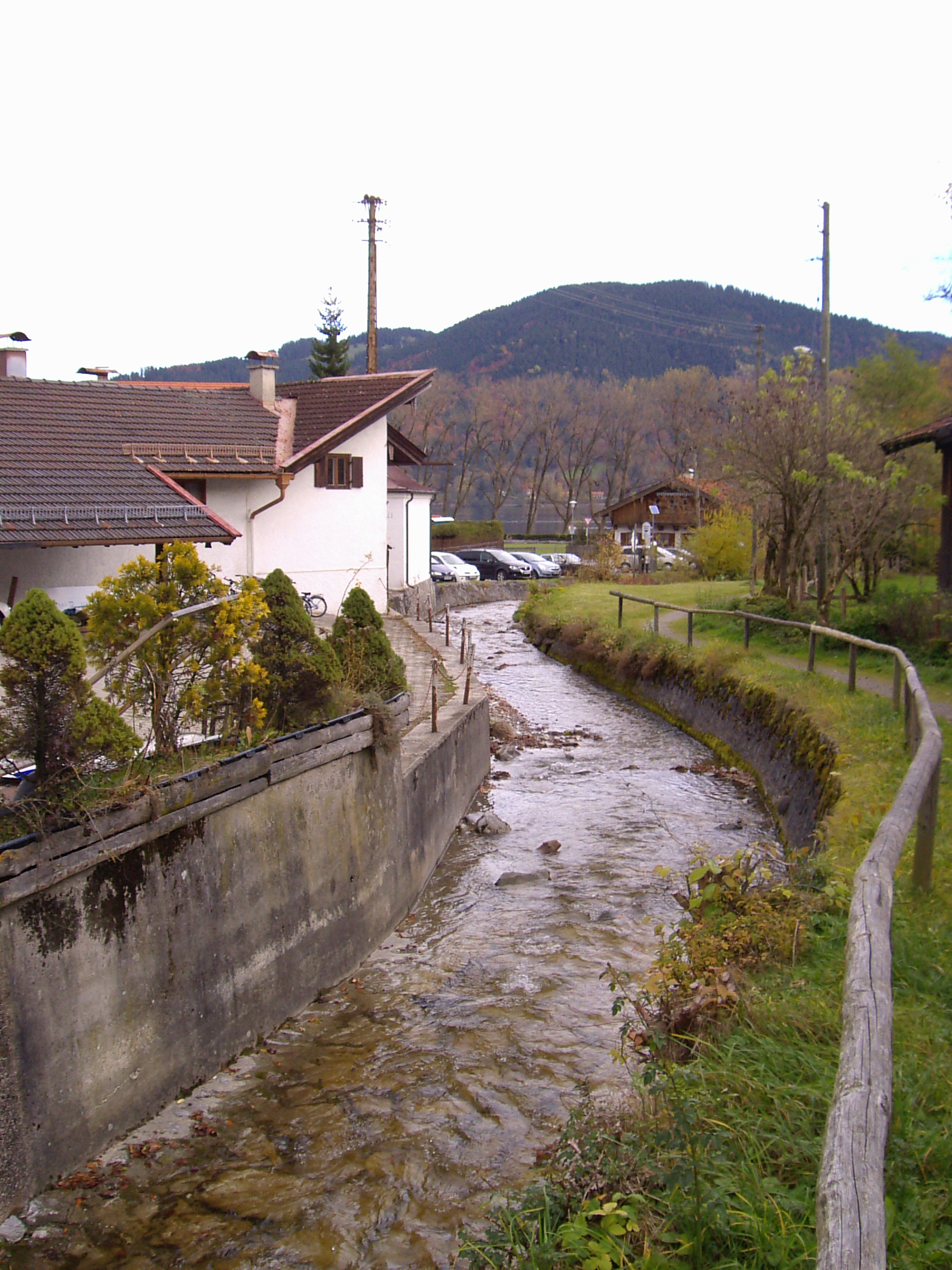

蔡瑟爾巴赫河（德語：Zeiselbach），是德國的河流，位於該國東南部，由巴伐利亞負責管轄，河道全長5.5公里，流經巴特維塞，發源處海拔高度1,240米，河口處海拔高度726米。